# Cavellia marstoni
Cavellia marstoni är en snäckart som först beskrevs av Frank Climo 1969.  Cavellia marstoni ingår i släktet Cavellia och familjen Charopidae. Inga underarter finns listade i Catalogue of Life.